# Élections législatives luxembourgeoises de 1887
Les élections législatives de 1887 ont eu lieu au scrutin indirect le 14 juin 1887 afin de renouveler vingt-et-un des quarante-trois membres de la Chambre des députés. 
Les électeurs du canton d'Esch-sur-Alzette se rendent aux urnes afin d'élire un sixième député en raison de l'accroissement de la population de ce canton.

## Composition de la Chambre des députés
| Circonscription  | Sièges | Députés                   |
| ---------------- | ------ | ------------------------- |
| Capellen         | 3      | Edouard Hemmer (lb)       |
| Capellen         | 3      | Émile Metz (lb)           |
| Capellen         | 3      | Théodore Risch (lb)       |
| Clervaux         | 3      | Joseph Conzemius          |
| Clervaux         | 3      | Théodore-Arthur Bouvier   |
| Clervaux         | 3      | Jean-Pierre Kneip         |
| Diekirch         | 4      | Félix de Blochausen       |
| Diekirch         | 4      | Jean-Pierre Scholtes (lb) |
| Diekirch         | 4      | Pierre Toussaint (lb)     |
| Diekirch         | 4      | Victor Tschiderer         |
| Esch-sur-Alzette | 1      | Auguste Collart           |
| Grevenmacher     | 3      | Zénon de Muyser (lb)      |
| Grevenmacher     | 3      | Philippe Bech (lb)        |
| Grevenmacher     | 3      | Félix Putz (lb)           |
| Luxembourg       | 3      | Paul de Scherff           |
| Luxembourg       | 3      | Charles-Jean Simons (lb)  |
| Luxembourg       | 3      | Emmanuel Servais          |
| Redange          | 3      | Bernard Krier             |
| Redange          | 3      | Pierre Hemes              |
| Redange          | 3      | Jean Orianne              |
| Vianden          | 1      | Michel-Auguste Witry      |